# كاتارينا جونسون-تومبسون
كاتارينا ماري جونسون-تومبسون (بالإنجليزية: Katarina Johnson-Thompson) ولدت في 9 يناير 1993( هي رياضية بريطانية متخصصة في السباعي. وقد مثلت بريطانيا في دورة الألعاب الأولمبية 2012 في لندن ضمن السباق، ودخلت في المركز الخامس عشر، والرتبة الخامسة في بطولة العالم 2013 في موسكو ضمن الوثب الطويل. وهي بطلة العالم 2012 للشباب وفي 2014 حصلت على الميدالية الفضية. في عام 2015، أصبحت بطلة أوروبا في الخماسي. كما أنها تحمل الرقم القياسي في الوثب العالي في بريطانيا، باتفاع 1.98m في دورة الألعاب الاولمبية 2016، وفي المغطاة مع ارتفاع 1.97mفي بطولة بريطانيا لألعاب القوى 2015.

## الحياة الشخصية
ولدت جونسون-تومبسون في وولتون، ليفربول، ميرسيسايد. والدها ريكاردو هو البهامي ووالدتها تراسي راقصة، أخذت تعليمها الثانوي في المدرسة الكاثوليكية سانت جولي في وولتون وتخرجت من جامعة جون موريس في ليفربول.

## روابط خارجية
- كاتارينا جونسون-تومبسون على موقع الاتحاد الدولي لألعاب القوى (الإنجليزية)
- كاتارينا جونسون-تومبسون على موقع الاتحاد الأوروبي لألعاب القوى (الإنجليزية)
- كاتارينا جونسون-تومبسون على موقع الاتحاد البريطاني لألعاب القوى (الإنجليزية)
- كاتارينا جونسون-تومبسون على موقع ThePowerOf10.info (الإنجليزية)
- كاتارينا جونسون-تومبسون على موقع الدوري الماسي (الإنجليزية)
- كاتارينا جونسون-تومبسون على موقع اللجنة الأولمبية الدولية (الإنجليزية)
- كاتارينا جونسون-تومبسون على موقع أوليمبيديا (الإنجليزية)
- كاتارينا جونسون-تومبسون على موقع اللجنة الأولمبية البريطانية (الإنجليزية)